# John Noble
John Noble (n. Port Pirie, Australia Meridional; 20 de agosto de 1948) es un actor de cine y televisión australiano, director teatral de más de ochenta obras.

## Biografía
Ha hecho apariciones ocasionales en series de televisión como All Saints, aunque es internacionalmente conocido por interpretar a Denethor II en El Señor de los Anillos: el retorno del Rey. Sus últimos trabajos cinematográficos han sido en White Noise: The Light y One Night with the King. Interpretó al cónsul ruso Anatoly Markov en la sexta temporada de la serie de televisión estadounidense 24. Tras el papel del científico mentalmente inestable Walter Bishop en la serie de televisión Fringe, de J. J. Abrams, estrenada en septiembre de 2008, realizó el papel de Henry Parish en la serie de televisión Sleepy Hollow, y de Morland Holmes, el padre de Sherlock, en Elementary.

## Filmografía

### Cine
| Año  | Película                                    | Rol                     | Notas |
| ---- | ------------------------------------------- | ----------------------- | --- |
| 1988 | The Dreaming                                | Dr. Richards            | |
| 1989 | A Sting in the Tale                         | Prime Minister's minder | |
| 1990 | Call Me Mr. Brown                           | Sargento                | |
| 1993 | The Nostradamus Kid                         | General Booth           | |
| 1999 | Airtight                                    | Sorrentino              | Realizada para televisión. |
| 2000 | The Monkey's Mask                           | Sr. Norris              | |
| 2000 | Virtual Nightmare                           | Padre                   | Realizada para televisión. |
| 2002 | El Señor de los Anillos: las dos torres     | Denethor                | Sólo en la versión extendida de la película. |
| 2002 | The Outsider                                | Fergus Hunter           | Realizada para televisión. |
| 2002 | Superfire                                   | Paul Baylis             | Realizada para televisión. |
| 2003 | El Señor de los Anillos: el retorno del Rey | Denethor                | Premio de la Crítica Cinematográfica al mejor reparto National Board of Review Award for Best Cast Premio del Sindicato de Actores al mejor reparto Nominado — Phoenix Film Critics Society Award for Best Cast |
| 2004 | Fracture                                    | Howard Peet             | |
| 2004 | The Mystery of Natalie Wood                 | Irving Pichel, Director | Realizada para televisión. |
| 2006 | One Night with the King                     | Prince Admantha         | |
| 2006 | Running Scared                              | Ivan Yugorsky           | |
| 2006 | Voodoo Lagoon                               | Ben                     | |
| 2010 | Risen                                       | Eddie Thomas            | |
| 2010 | The Last Airbender                          | Dragon Spirit           | |
| 2021 | The Conjuring 3                             | Padre Kastner           | |

### Televisión
| Año       | Serie                                     | Rol                                            | Episodios    | Notas |
| --------- | ----------------------------------------- | ---------------------------------------------- | ------------ | --- |
| 1991      | Police Rescue                             | Sargento                                       | 1            | |
| 1991      | Agatha Christie's Poirot                  | Rigoletto                                      | 1            | |
| 1993      | Time Trax                                 | Sr. Michaels                                   | 1            | |
| 1997      | Big Sky                                   | Graham James                                   | 1            | |
| 1998      | Water Rats                                | Dr. Harry                                      | 1            | |
| 1998–2004 | All Saints                                | Dr. John Madsen                                | 32           | |
| 2000      | Tales of the South Seas                   | Christian Ambrose                              | 1            | |
| 2001      | The Lost World                            | Inspector Robert Anderson                      | 1            | |
| 2001      | The Bill                                  | Comandante Warren                              | 1            | |
| 2001–2006 | Home and Away                             | Dr. Helpman                                    | 9            | |
| 2002      | Young Lions                               | Adam Gallagher                                 | 4            | |
| 2002      | Stingers                                  | Michael Kranz                                  | 1            | |
| 2006      | Stargate SG-1                             | Meurik                                         | 1            | Episodio 20 de la temporada 9: «Camelot» |
| 2007      | Journeyman                                | Wine Connoisseur                               | 1            | |
| 2007      | The Unit                                  | The CEO                                        | 1            | |
| 2007      | 24                                        | Anatoly Markov                                 | 2            | |
| 2007      | Pirate Islands: The Lost Treasure of Fiji | Blackheart                                     | 13           | |
| 2008–2013 | Fringe                                    | Dr. Walter Bishop y Walternate                 | 100          | 2008: Nominado al Premio Satellite al mejor actor de miniserie o serie de televisión. 2009: Nominado al Premio Satellite al mejor actor de miniserie o serie de televisión. 2009: Nominado al Premio Saturn al mejor actor de reparto en televisión. |
| 2013      | Macabro pero cierto                       |                                                |              | |
| 2011      | Transformers: Prime                       | Unicron                                        | 3            | Voz |
| 2014      | Rake                                      | Clayton Post                                   | 2            | |
| 2013—2017 | Sleepy Hollow                             | Jeremy Crane/Henry Parrish/Jinete de la Guerra | 22 episodios | Personaje principal |
| 2015      | Forever                                   | Dr. Griffin                                    | 1            | Capítulo 22 temporada 1 |
| 2015-2018 | Elementary                                | Morland Holmes                                 | 14           | Temporadas 4 & 6 |
| 2017      | Salvation                                 | Nicholas Tanz                                  | 3            | Temporada 1 |
| 2017-2018 | Legends of Tomorrow                       | Mallus / Él mismo                              | 7            | Voz, Temporada 3 |
| 2020      | Hunters                                   | Frederic Hauser                                | 1            | Capítulo 4, Temporada 1 |
| 2020      | The Boys                                  | Sam Butcher                                    | 1            | Capítulo 7, Temporada 2 |

## Otros trabajos
- Director artístico de la Stage Company de Australia del Sur entre 1977-1987.
- Director de drama en la Brent St. School of Arts (Sídney) entre 1997-2000.
- También ha trabajado en el videojuego de Rockstar Games y Team Bondi titulado L.A. Noire, para el que interpreta a un empresario de la construcción llamado Leland Monroe, además de haber prestado su voz para el Espantapájaros, villano principal en Batman: Arkham Knight.